# Le Mesnil-Rouxelin
Le Mesnil-Rouxelin település Franciaországban, Manche megyében. Lakosainak száma 470 fő (2022. január 1.). Le Mesnil-Rouxelin Villiers-Fossard, La Luzerne, La Meauffe, Saint-Georges-Montcocq és Saint-Lô községekkel határos.

## Népesség
A település népességének változása:
| Lakosok száma | 278  | 310  | 387  | 480  | 523  | 518  | 508  | 499  | 490  | 470  |
|               | 1968 | 1982 | 1990 | 2006 | 2013 | 2015 | 2017 | 2019 | 2020 | 2022 |